# Oedicarena beameri
Oedicarena beameri är en tvåvingeart som beskrevs av Allen L.Norrbom och Tien Lu Ming 1988. Oedicarena beameri ingår i släktet Oedicarena och familjen borrflugor. Inga underarter finns listade i Catalogue of Life.